# Yara (Hydroscaphidae)
Yara es un género con dos especies de escarabajos originarios de América tropical.

## Especies
- Yara dybasi
- Yara vanini